# К1810ВМ88
К1810ВМ88 - однокристальний радянський 16-розрядний мікропроцесор, повний аналог Intel 8088. 
Входить до складу мікропроцесорного комплекту серії КР1810, призначеного для побудови мікро-ЕОМ і контролерів на основі N-МОН технології. Відрізняється від К1810ВМ86 зменшеним розміром черги команд та 8-розрядною зовнішньою шиною даних (внутрішня як і у К1810ВМ86 - 16-розрядна). Спроектований насамперед для модернізації існуючих у той час систем на базі мікропроцесорів К580ВМ80 та К580ВМ85.  
Через використання 8-розрядної зовнішньої шини даних час вибірки 16-розрядних слів збільшується вдвічі, що призводить до зниження продуктивності у порівнянні з К1810ВМ86.  
Мікропроцесор вироблявся у двох виконаннях - в керамічному корпусі КМ1810ВМ88 та пластиковому КР1810ВМ88.

## Мікрокомп'ютери на основі К1810ВМ88
Цей процесор використовувався у таких комп'ютерах:
- Пошук-1
- Електроніка МС 1502
- МК-88